# Afropydna indistincta
Afropydna indistincta är en fjärilsart som beskrevs av M.Gaede 1928. Afropydna indistincta ingår i släktet Afropydna och familjen tandspinnare. Inga underarter finns listade i Catalogue of Life.